# Вільям Еуд

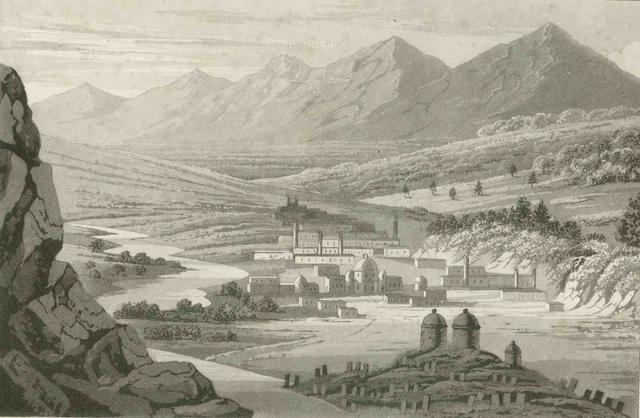
Сулейманія у 1817 р. Ілюстрація до книги Вільяма Еуда «Подорож до Перської затоки та мандрівка суходолом з Індії до Англії у 1817 році…»

Е́уд, Вільям (англ. Heude, William, *20 січня 1789, Руан — †травень 1825, Мачиліпатам  — англійський військовий офіцер французького походження, лейтенант армії Мадраського президентства Британської Ост-Індської компанії, мандрівник, дослідник Індії, Месопотамії та Малої Азії. У 1816–1817 рр. здійснив подорож з міста Каннур (Малабарський берег Індії) до Константинополя, через Мангалур, Бомбей, Маскат, Басру, Вавилон, Багдад, Мосул, Мардін, Ускюдар, річками Євфрат та Шатт-ель-Араб, горами Курдистану.

## Літературний та науковий доробок
У 1819 р. Лондонське видавництво «Longman, Hurst, Rees, Orme, and Brown» видало наратив Вільяма Еуда «Подорож до Перської затоки та мандрівка суходолом з Індії до Англії у 1817 році. Містить записи про Щасливу Аравію, Аравійську пустелю, Персію, Месопотамію, Сад Едема, Вавилон, Курдистан, Вірменію, Малу Азію тощо» (англ. “A voyage up the Persian Gulf and a journey overland from India to England, in 1817. Containing notices of Arabia Felix, Arabia Deserta, Persia, Mesopotamia, the Garden of Eden, Babylon, Bagdad, Koordistan, Armenia, Asia Minor, &c. &c”) з малюнками автора, відтворених на гравюрах Теодора Генрі Адольфуса Філдінґа (Theodore Henry Adolphus Fielding)).
За структурою та стилем викладення матеріалу книга наслідує наратив Едварда Айвза «Подорож з Англії до Індії у рік 1754 … а також мандрівка з Персії до Англії незвичним шляхом…» (1773 р.)

## Переклади та перевидання
У 1820 р. Паризьким видавництвом «Gide fils» виданий переклад книги Вільяма Еуда французькою мовою під назвою: «Подорож з Малабарського узбережжя до Константинополя через Перську затоку, Аравію, Месопотамію до Курдистану та Туреччину в Азії, здійснену у 1817 році» (фр. “Voyage de la côte de Malabar à Constantinople par le golfe Persique, l'Arabie, la Mésopotamie, le Kourdistan et la Turquie d'Asie, fait en 1817 par William Heude”).
У тому ж році переклад книги голландською мовою вийшов у видавництві «Beyerinck, G.J.A. (Amsterdam)» під назвою «Подорож узбережжям Перської затоки і далі суходолом з Індії до Англії у 1817 році» (нід. "Reis op de Perzische Golf en verder over land van Indië naar Engeland in 1817 : behelzende berigten omtrent gelukkig en woest Arabië, Perzië, Mesopotamië, den Hof van Eden, Babylon, Bagdad, Kurdistan, Armenië, Klein Azië, enz.").
Наратив Вільяма Еуда перевидавався у 1993 р. та у 1999 р. видавництвом «GARNET PUBLISHING AND ITHACA PRESS» (Редінґ, Велика Британія) під науковим редагуванням Робіна Леонарда Бідвелля (Robin Leonard Bidwell) — (EAN(ISBN-13):9781873938447, ISBN(ISBN-10):1873938446).

## Галерея ілюстрацій з книги Вільяма Еуда

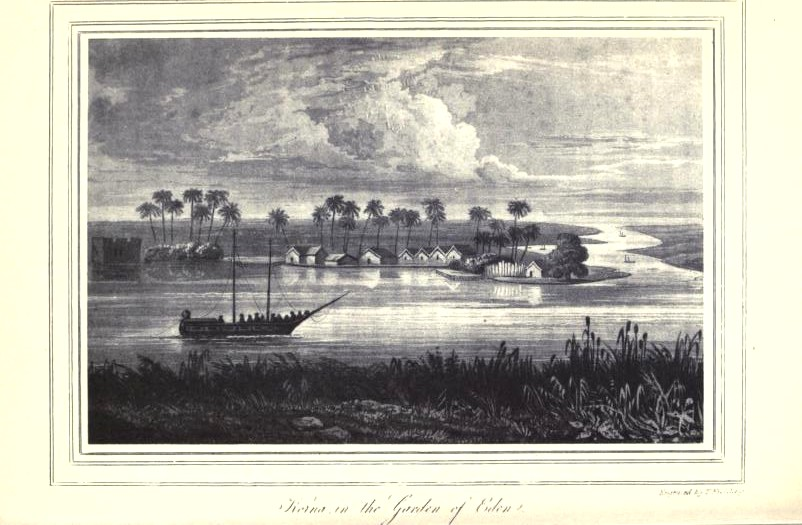
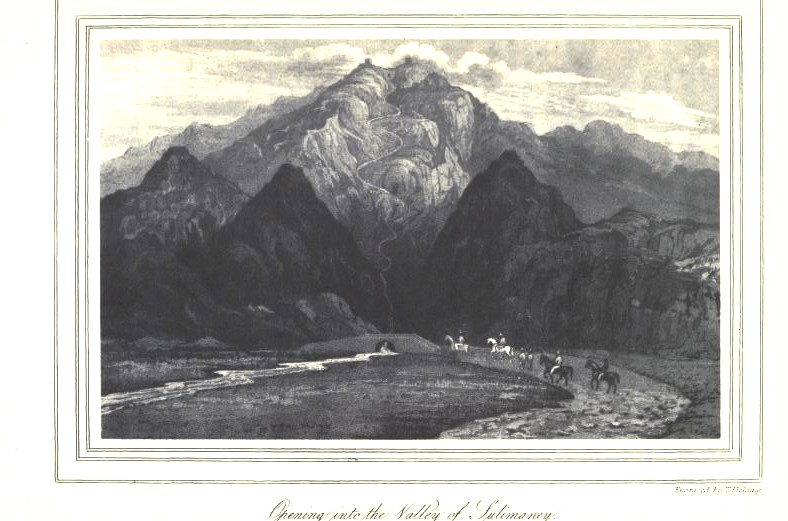
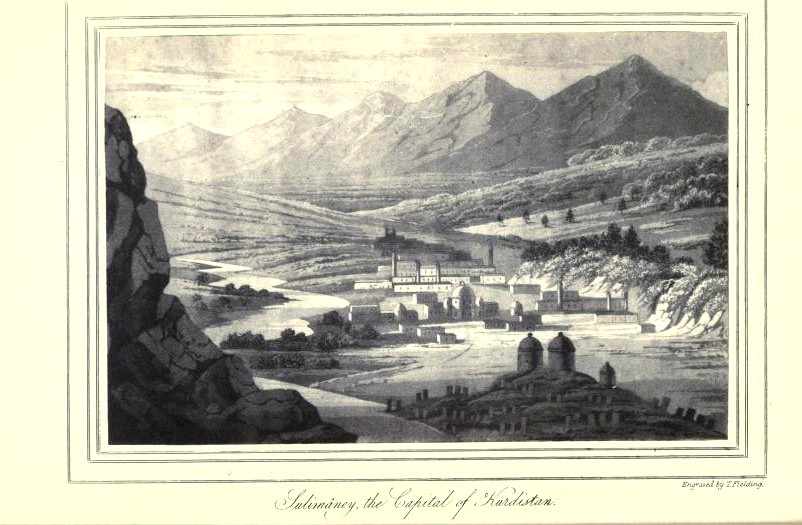
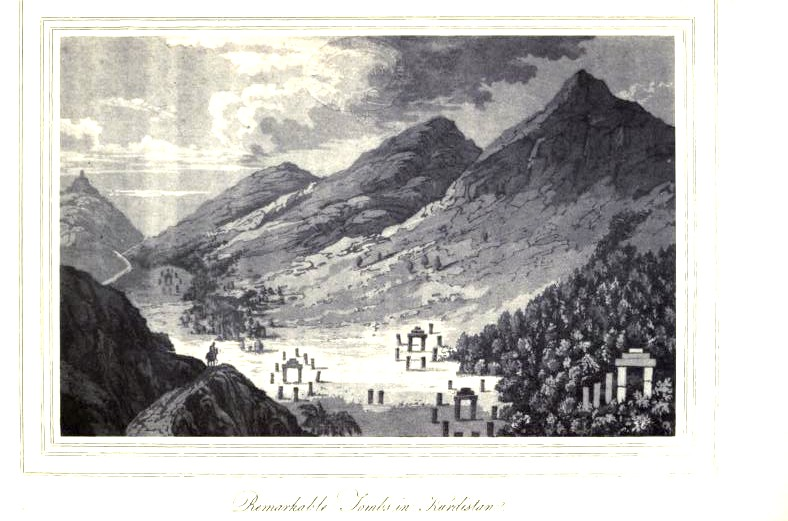

## Читати книгу (англійською мовою)
- HathiTrust's digital library
- Internet Archive

## Читати книгу (французькою мовою)
- Internet Archive
- Google Books [Архівовано 11 квітня 2016 у Wayback Machine.]

## Читати книгу (голландською мовою)
- Google Books [Архівовано 2 жовтня 2015 у Wayback Machine.]